# Prix Goya du meilleur scénario adapté
Le prix Goya du meilleur scénario adapté (Premio Goya al mejor guion adaptado) est une récompense décernée depuis 1988 par l'Academia de las artes y las ciencias cinematográficas de España au cours de la cérémonie annuelle des Goyas.

## Palmarès

### Années 1980
Meilleur scénario
- 1987 : El viaje a ninguna parte - Fernando Fernán Gómez (scénario original)
  - Tata mía - José Luis Borau (scénario original)
  - Mambru s'en va-t-en guerre (Mambrú se fue a la guerra) - Fernando Fernán Gómez (scénario original)
- 1988:  La Forêt animée (El bosque animado) - Rafael Azcona, d'après le roman El bosque animado de Wenceslao Fernández Flórez
  - La guerra de los locos - Manolo Matji (scénario original)
  - Moros y cristianos - Luis García Berlanga et Rafael Azcona (scénario original)

Meilleur scénario adapté
- 1989 : Jarrapellejos - Manuel Gutiérrez Aragón et Antonio Giménez-Rico, d'après roman du même nom de Felipe Trigo
  - Fatale Obsession (El túnel) - Antonio Drove, Carlos A. Cornejo et José A. Mahieu, d'après le roman Le Tunnel d'Ernesto Sábato
  - El placer de matar - Félix Rotaeta, d'après le roman Las pistolas de Félix Rotaeta
  - El aire de un crimen - Antonio Isasi-Isasmendi, Gabriel Castro et Jorge R. del Álamo, d'après le roman du même nom de Juan Benet
  - Demain, je serai libre (El Lute II: mañana seré libre) - Vicente Aranda, Joaquim Jordà et Eleuterio Sánchez, d'après les mémoires Camina o revienta d'Eleuterio Sánchez

### Années 1990
- 1990 : Le Rêve du singe fou (El sueño del mono loco) - Fernando Trueba, Manolo Matji et Menno Meyjes, d'après le roman du même nom de Christopher Frank
  - El mar y el tiempo - Fernando Fernán Gómez, d'après son roman du même nom
  - Bajarse al moro - Joaquín Oristrell, Fernando Colomo et José Luis Alonso de Santos, d'après sa pièce de théâtre du même nom
  - Le Marquis d'Esquilache (Esquilache) - Josefina Molina, Joaquín Oristrell et José Sámano, d'après la pièce de théâtre Un soñador para un pueblo d'Antonio Buero Vallejo
  - Si te dicen que caí - Vicente Aranda, d'après le roman du même nom de Juan Marsé
- 1991 : ¡Ay, Carmela! - Rafael Azcona et Carlos Saura, d'après la pièce de théâtre du même nom de José Sanchis Sinisterra
  - Les Vies de Loulou (Las edades de Lulú) - Bigas Luna et Almudena Grandes, d'après son roman du même nom
  - La sombra del ciprés es alargada - Luis Alcoriza, d'après le roman du même nom de Miguel Delibes
- 1992 : Le Roi ébahi (El rey pasmado) - Juan Potau et Gonzalo Torrente Malvido, d'après le roman Crónica del rey pasmado de Gonzalo Torrente Ballester
  - Cómo ser mujer y no morir en el intento - Carmen Rico Godoy, d'après son roman du même nom
  - Beltenebros - Mario Camus, Pilar Miró et Juan Antonio Porto, d'après le roman du même nom de Antonio Muñoz Molina
- 1993 : Le Maître d'escrime (El maestro de esgrima) - Antonio Larreta, Francisco Prada, Pedro Olea et Arturo Pérez-Reverte, d'après le roman du même nom d'Arturo Pérez-Reverte
  - Yo me bajo en la próxima, ¿y usted? - Adolfo Marsillach, d'après son roman du même nom
  - El laberinto griego - Rafael Alcázar et Manuel Vázquez Montalbán, d'après son roman du même nom
- 1994 : Tirano Banderas - José Luis García Sánchez et Rafael Azcona, d'après le roman du même nom de Ramón María del Valle-Inclán
  - La febre d'or - Guillem-Jordi Graells et Gonzalo Herralde, d'après le roman du même nom de Narcís Oller
  - El amante bilingüe - Vicente Aranda, d'après le roman du même nom de Juan Marsé
- 1995 : Días contados - Imanol Uribe, d'après le roman du même nom de Juan Madrid
  - Canción de cuna - José Luis Garci et Gregorio Martínez Sierra, d'après la pièce de théâtre du mêm nom de Gregorio Martínez Sierra
  - La pasión turca - Vicente Aranda, d'après le roman du même nom d'Antonio Gala
- 1996 : Les Histoires du Kronen (Historias del Kronen) - Montxo Armendáriz et José Ángel Mañas, d'après le roman Historias del Kronen de José Ángel Mañas
  - El Palomo cojo - Jaime de Armiñán, d'après le roman du même nom d'Eduardo Mendicutti
  - El perquè de tot plegat - Ventura Pons, d'après le roman du même nom de Quim Monzó
- 1997 : Le Chien du jardinier (El perro del hortelano) - Pilar Miró et Rafael Pérez Sierra, d'après la pièce de théâtre du même nom de Lope de Vega
  - Más allá del jardín - Mario Camus, d'après le roman du même nom d'Antonio Gala
  - Tranvía a la Malvarrosa - Rafael Azcona et José Luis García Sánchez, d'après le roman du même nom de Manuel Vicent
- 1998 : La Femme de chambre du Titanic - Bigas Luna et Cuca Canals, d'après le roman du même nom de Didier Decoin
  - Actrices (Actrius) - Ventura Pons et Josep Maria Benet, d'après sa pièce de théâtre E.R.
  - Routes secondaires (Carreteras secundarias) - Ignacio Martínez de Pisón, d'après son roman du même nom
- 1999 : Mensaka - Luis Marías, d'après le roman du même nom de José Ángel Mañas
  - El abuelo - José Luis Garci et Horacio Valcárcel, d'après le roman du même nom de Benito Pérez Galdós
  - Les Années volées (Los años bárbaros) - Fernando Colomo, José Ángel Esteban, Carlos López et Nicolás Sánchez-Albornoz, d'après le roman Otros hombres de Manuel Lamana
  - Mararía - Antonio Betancor et Carlos Álvarez, d'après le roman du même nom de Rafael Arozarena

### Années 2000
- 2000 : La Langue des papillons (La lengua de las mariposas) - Rafael Azcona, José Luis Cuerda et Manuel Rivas, d'après les nouvelles A lingua das bolboretas, Un saxo na néboa et Carmiña issues du recueil Que me queres, amor? de Manuel Rivas
  - Ami/Amant (Amic/Amat) - Josep Maria Benet, d'après la pièce de théâtre Testamento de Josep Maria Benet
  - Pas de lettre pour le colonel (El coronel no tiene quien le escriba) - Paz Alicia Garciadiego, d'après le roman du même nom de Gabriel García Márquez
  - Manolito Gafotas - Miguel Albaladejo et Elvira Lindo, d'après son roman du même nom
- 2001 : Lázaro de Tormes - Fernando Fernán Gómez, d'après le roman anonyme La Vie de Lazarillo de Tormes
  - El portero - Gonzalo Suárez et Manuel Hidalgo, d'après sa nouvelle du même nom
  - El otro barrio - Salvador García Ruiz, d'après le roman du même nom d'Elvira Lindo
  - Krámpack - Cesc Gay et Tomàs Aragay, d'après la pièce de théâtre du même nom de Jordi Sánchez Zaragoza
- 2002 : Salvajes - Jorge Juan Martínez, Juan Carlos Molinero, Clara Pérez Escrivá et Salvador Maldonado, d'après la pièce du théâtre du même nom de José Luis Alonso de Santos
  - Anita n'en fait qu'à sa tête (Anita no pierde el tren) - Ventura Pons et Lluís-Anton Baulenas, d'après sa nouvelle Bones obres
  - L'illa de l'holandès - Sigfrid Monleón, Dominic Harari, Teresa de Pelegrí et Ferran Torrent, d'après son roman du même nom
  - Son de mar - Rafael Azcona, d'après le roman du même nom de Manuel Vicent
- 2003 : Lugares comunes - Adolfo Aristarain et Kathy Saavedra, d'après le roman El renacimiento de Lorenzo F. Aristarain
  - El caballero Don Quijote - Manuel Gutiérrez Aragón, d'après la deuxième partie du roman Don Quichotte de Miguel de Cervantes
  - Le Sortilège de Shanghai (El embrujo de Shanghai) - Fernando Trueba, d'après le roman du même nom de Juan Marsé
  - Volverás - Antonio Chavarrías, d'après le roman Un enano español se suicida en Las Vegas de Francisco Casavella
- 2004 : Ma vie sans moi (My Life Without Me) - Isabel Coixet, d'après le recueil de nouvelles de Pretending the Bed is a Raft de Nanci Kincaid
  - Sortie de route (La flaqueza del bolchevique) - Manuel Martín Cuenca et Lorenzo Silva, d'après son roman La flaqueza del bolchevique
  - La luz prodigiosa - Fernando Marías Amondo, d'après son roman La Lumière prodigieuse
  - Soldados de Salamina - David Trueba, d'après le roman Les Soldats de Salamine de Javier Cercas
- 2005 : Carnets de voyage  (Diarios de motocicleta) - José Rivera, d'après le carnet de voyage Voyage à motocyclette de Che Guevara
  - El año del diluvio - Jaime Chávarri et Eduardo Mendoza, d'après son roman du même nom
  - À corps perdus (Non ti muovere) - Margaret Mazzantini et Sergio Castellitto, d'après le roman Non ti muovere de Margaret Mazzantini
  - Las voces de la noche - Salvador García Ruiz, d'après le roman Le voci della sera de Natalia Ginzburg
- 2006 : La Méthode (El método) - Marcelo Piñeyro et Mateo Gil, d'après la pièce de théâtre La Méthode Grönholm de Jordi Galceran
  - Ninette - José Luis Garci et Horacio Valcárcel, d'après les pièces de théâtre Ninette y un señor de Murcia et Ninette, modas de París de Miguel Mihura
  - Obaba, le village du lézard vert (Obaba) - Montxo Armendáriz, d'après le roman Obabakoak de Bernardo Atxaga
  - El penalti más largo del mundo de Roberto Santiago, d'après la nouvelle du même nom d'Osvaldo Soriano
- 2007 : Salvador (Puig Antich) - Lluís Arcarazo, d'après le livre Compte enrere. La història de Salvador Puig Antich de Francesc Escribano
  - Capitaine Alatriste (Alatriste) - Agustín Díaz Yanes, d'après la série de romans Les Aventures du capitaine Alatriste d'Arturo Pérez-Reverte
  - Summer Rain (El camino de los ingleses) - Antonio Soler, d'après son roman El camino de los ingleses
  - La educación de las hada - José Luis Cuerda, d'après le roman L'Éducation d'une fée de Didier van Cauwelaert
- 2008 : Bajo las estrellas - Félix Viscarret, d'après le roman El trompetista del Utopía de Fernando Aramburu
  - Barcelona (un mapa) - Ventura Pons, d'après la pièce de théâtre Barcelona, mapa de sombras de Lluïsa Cunillé
  - La carta esférica - Imanol Uribe, d'après le roman du même nom d'Arturo Pérez-Reverte
  - Pudor - Tristán Ulloa, d'après le roman du même nom de Santiago Roncagliolo
  - La Zona, propriété privée (La zona) - Laura Santullo, d'après la nouvelle du même nom issue du recueil El otro lado
- 2009 : Los girasoles ciegos - Rafael Azcona et José Luis Cuerda, d'après le roman Les Tournesols aveugles d'Alberto Méndez
  - Che, 1re partie : L'Argentin (Che: Part 1 - The Argentine)  - Peter Buchman, d'après les écrits Pasajes de la Guerra Revolucionaria et Diario del Che en Bolivia de Che Guevara
  - Crimes à Oxford (The Oxford Murders) - Jorge Guerricaechevarría et Álex de la Iglesia, d'après le roman Mathématique du crime de Guillermo Martínez
  - Un de tes mots (Una palabra tuya) - Ángeles González-Sinde, d'après le roman Una palabra tuya d'Elvira Lindo

### Années 2010
- 2010 : Cellule 211 (Celda 211) - Jorge Guerricaechevarría et Daniel Monzón, d'après le roman Celda 211 de Francisco Pérez Gandul
  - El baile de la Victoria - Fernando Trueba, Jonás Trueba et Antonio Skármeta, d'après son roman du même nom
  - El cónsul de Sodoma - Joaquín Górriz, Sigfrid Monleón, Miguel Ángel Fernández et Miguel Dalmau, d'après sa biographie Jaime Gil de Biedma
  - Dans ses yeux (El secreto de sus ojos) - Juan José Campanella et Eduardo Sacheri, d'après le roman La pregunta de sus ojos d'Eduardo Sacheri
- 2011 : Pain noir (Pa negre) - Agustí Villaronga, d'après le roman Pa negre d'Emili Teixidor i Viladecàs
  - Elisa K - Jordi Cadena, d'après le roman Elisa Kiseljak de Lolita Bosch
  - Habitación en Roma - Julio Medem, d'après le roman Au lit de Julio Rojas
  - Trois Mètres au-dessus du ciel (Tres metros sobre el cielo) - Ramón Salazar, d'après le roman Tres metros sobre el cielo de Federico Moccia
- 2012 : La Tête en l'air (Arrugas) - Ángel de la Cruz, Ignacio Ferreras, Paco Roca et Rosanna Cecchini, d'après la bande dessinée Rides de Paco Roca
  - La piel que habito - Pedro Almodóvar, d'après le roman Mygale de Thierry Jonquet
  - Katmandou, un miroir dans le ciel (Katmandú, un espejo en el cielo) - Icíar Bollaín, d'après l'autobiographie Una maestra en Katmandú de Vicki Sherpa
  - La voz dormida - Ignacio del Moral et Benito Zambrano, d'après le roman le roman du même nom de Dulce Chacón
- 2013 : Tad l'explorateur : À la recherche de la cité perdue (Las aventuras de Tadeo Jones) - Javier Barreira, Gorka Magallón, Ignacio del Moral, Jordi Gasull et Neil Landau, d'après la bande dessinée Tadeo Jones y el secreto de Toactlum de Javier Barreira, Gorka Magallón et Enrique Gato
  - The End (Fin) - Sergio G. Sánchez et Jorge Guerricaechevarría, d'après le roman Fin de David Monteagudo
  - Tengo ganas de ti - Ramón Salazar, d'après le roman J'ai envie de toi de Federico Moccia
  - Todo es silencio - Manuel Rivas, d'après son roman du même nom
  - Invasion (Invasor) - Javier Gullón et Jorge Arenillas, d'après le roman Invasor de Fernando Marías Amondo
- 2014 : Todas las mujeres - Alejandro Hernández et Mariano Barroso, d'après la série télévisée du même nom de Mariano Barroso
  - Alacrán enamorado - Carlos Bardem et Santiago A. Zannou, d'après le roman du même nom de Carlos Bardem
  - Amours cannibales (Caníbal) - Manuel Martín Cuenca et Alejandro Hernández, d'après le roman Caníbal de Humberto Arenal
  - Zip et Zap (Zipi y Zape y el club de la canica) - Jorge Lara et Francisco Roncal, d'après la série de bandes dessinées Zipi y Zape de José Escobar Saliente
- 2015 : Agents super zéro (Mortadelo y Filemón contra Jimmy el Cachondo) - Javier Fesser, Cristóbal Ruiz et Claro García, d'après la série de bandes dessinées Mortadel et Filémon de Francisco Ibáñez
  - A esmorga - Carlos Asorey et Ignacio Vilar, d'après le roman du même nom d'Eduardo Blanco Amor
  - Anochece en la India - Chema Rodríguez, David Planell et Pablo Burgués, d'après le roman Anochece en Katmandú de Chema Rodríguez
  - Rastres de sàndal - Anna Soler-Pont, d'après le roman du même nom d'Anna Soler-Pont et Asha Miró
- 2016 : Un jour comme un autre (A Perfect Day) - Fernando León de Aranoa, d'après le roman Dejarse llover de Paula Farias
  - B - David Ilundain, d'après la pièce de théâtre Ruz-Bárcenas de Jordi Casanovas
  - El rey de La Habana - Agustí Villaronga, d'après le roman du même nom de Pedro Juan Gutiérrez
  - La novia - Paula Ortiz et Javier García Arredondo, d'après la pièce de théâtre Noces de sang de Federico García Lorca
- 2017 : L'Homme aux mille visages (El hombre de las mil caras) - Alberto Rodríguez et Rafael Cobos, d'après le livre Paesa, el espía de las mil caras de Manuel Cerdán
  - Julieta - Pedro Almodóvar, d'après les nouvelles Cahnce, Silence et Soon du recueil Runaway d'Alice Munro
  - Kiki, l'amour en fête (Kiki, el amor se hace) - Paco León et Fernando Pérez, d'après le film If You Love Me... de Josh Lawson
  - Quelques minutes après minuit (A Monster Calls) - Patrick Ness, d'après son roman du même nom
- 2018 : The Bookshop (La librería) - Isabel Coixet, d'après le roman L'Affaire Lolita de Penelope Fitzgerald
  - El autor - Manuel Martín Cuenca et Alejandro Hernández, d'après le roman El móvil de Javier Cercas
  - Incerta glòria - Agustí Villaronga et Coral Cruz, d'après le roman du même nom de Joan Sales i Vallès
  - Holy Camp! (La llamada) - Javier Ambrossi et Javier Calvo, d'après la comédie musicale du même nom de Javier Ambrossi et Javier Calvo
- 2019 : Compañeros (La noche de 12 años) - Álvaro Brechner, d'après le livre Memorias del calabozo de Mauricio Rosencof et Eleuterio Fernández Huidobro
  - Jefe - Marta Sofía Martíns et Natxo López
  - Superlópez - Borja Cobeaga et Diego San José, d'après la série de bandes dessinées du même nom de Jan (es)
  - Yuli - Paul Laverty, d'après l'autobiographie No Way Home - a Cuban Dancer's Story de Carlos Acosta

### Années 2020
- 2020 : L'Échappée sauvage (Intemperie) - Benito Zambrano, Daniel Remón et Pablo Remón, d'après le roman Intempérie de Jesús Carrasco Jaramillo
  - Buñuel après l'âge d'or (Buñuel en el laberinto de las tortugas) - Eligio R. Montero et Salvador Simó, d'après le roman graphique Buñuel en el laberinto de las tortugas de Fermín Solís
  - Madre - Isabel Peña et Rodrigo Sorogoyen, d'après le court métrage du même nom de Rodrigo Sorogoyen
  - Les Avantages de voyager en train (Ventajas de viajar en tren) - Javier Gullón, d'après le roman Ventajas de viajar en tren d'Antonio Orejudo
- 2021 : Ane - David Pérez Sañudo et Marina Parés Pulido, d'après le court métrage du même nom de David Pérez Sañudo
  - Sentimal - Cesc Gay, d'après la pièce de théâtre Los vecinos de arriba de Cesc Gay
  - Los europeos - Bernardo Sánchez et Marta Libertad Castillo, d'après le roman du même nom de Rafael Azcona
  - Origines secrètes (Orígenes secretos) - David Galán Galindo et Fernando Navarro, d'après la série de livres Orígenes secretos de David Galán Galindo
- 2022 : Les Lois de la frontière (Las leyes de la frontera) - Daniel Monzón et Jorge Guerricaechevarría, d'après le roman du même nom de Javier Cercas
  - Ama - Núria Dunjó López et Júlia de Paz Solvas, d'après son court métrage du même nom
  - El ventre del mar - Agustí Villaronga, d'après le roman Océan mer d'Alessandro Baricco
  - Pan de limón con semillas de amapola - Benito Zambrano et Cristina Campos, d'après son roman du même nom

- 2023 : Un an, une nuit (Un año, una noche) - Fran Araújo, Isa Campo et Isaki Lacuesta, d'après le roman Paz, amor y death metal de Ramón González
  - Piggy (Cerdita) - Carlota Pereda, d'après son court-métrage
  - Irati - Paul Urkijo Alijo, d'après la bande dessinée El ciclo de Irati de Juan Luis Landa et J. Muñoz Otaegi
  - Les Lignes courbes de Dieu (Los renglones torcidos de Dios) - Guillem Clua et Oriol Paulo, d'après le roman homonyme de Torcuato Luca de Tena
  - No mires a los ojos - David Muñoz et Félix Viscarret, d'après le roman Desde las sombras de Juan José Millás

- 2024 : Pablo Berger pour Mon ami robot (Robot Dreams)
  - Albert Val  pour El maestro que prometió el mar
  - Juan Antonio Bayona, Bernat Vilaplana, Jaime Marques et Nicolás Casariego pour Le Cercle des neiges (La sociedad de la nieve)
  - Isabel Coixet et Laura Ferrero pour Un amor
  - David Trueba et Albert Espinosa Puig pour Saben aquell

- 2025 : Pedro Almodóvar pour La Chambre d'à côté (La habitación de al lado)
  - Álex Montoya (es) et Joana M. Ortueta pour La casa (film)
  - Pilar Palomero pour Los destellos
  - Mar Coll et Valentina Visopor pour Salve Maria
  - Icíar Bollaín et Isa Campo pour L'Affaire Nevenka (Soy Nevenka)